# Суканы
Суканы (монг. сукан, сухан) — одно из племён средневековых коренных монголов. Представляют собой ответвление нирунов.

## История

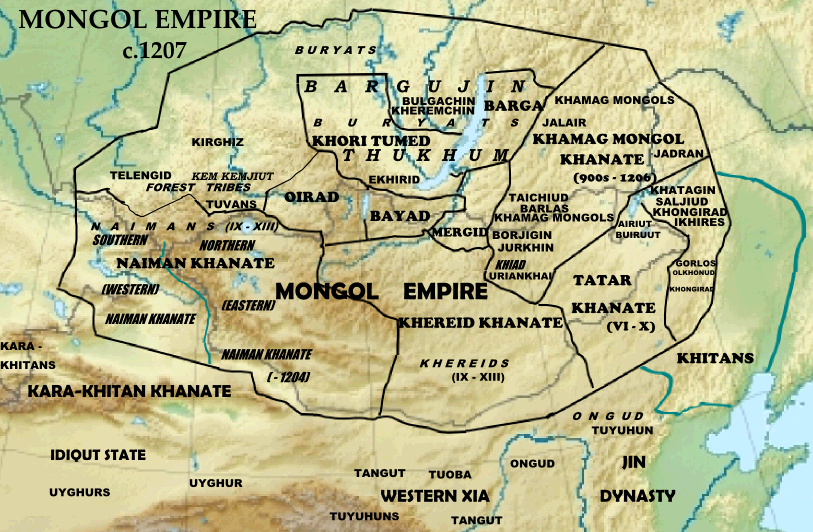
Монгольская империя в 1207 г.

Согласно «Сборнику летописей», суканы принадлежали к числу племён нирун-монголов. Нируны состояли из следующих родов: катакин, салджиут, тайджиут, хартакан, сиджиут, чинос, который называют также нукуз, нуякин, урут, мангут, дурбан, баарин, барулас, хадаркин, джуръят, будат, дуклат, йисут, сукан, кингият, кият, юркин, чаншиут, ясар и борджигин.
Нирунами принято называть племена, которые произошли от трёх младших сыновей Алан-Гоа: Букун-Катаки, Букату-Салджи и Бодончара.
По сведениям из «Сборника летописей», племя сукан принадлежало к родичам Чингисхана. Во времена, когда Чингисхан сражался с племенами тайджиутов и собирал войска, суканы были с ним в союзе.
Суканы участвовали на стороне Чингисхана в Битве при Далан-Балджутах против войск Джамухи. Вместе с кингиятами, которых возглавлял Даки-бахадур, они входили в состав двенадцатого куреня.
По мнению некоторых исследователей, суканы были предками суанов (суванов) в составе казахов. Сторонником монгольского происхождения суанов был Ч. Ч. Валиханов.
Как полагает А. Очир, часть нирунов, в том числе суканов, переселившись в Восточную Сибирь, вошла в состав хамниган. Известно, что среди хамниган Нерчинского округа были отмечены роды нерон и сухан, каждый из которых был выделен в малую административную единицу. Часть хамниган из Сухановского рода в 1918—1932 гг. переселилась на территорию Китая. Среди маньчжурских хамниган в 1990-х годах сохранялась фамилия Сухановы, связанная с исторической Сухановой слободой.
Петр Семенович Суханов в конце XX в. оставался одним из последних хранителей и исполнителей устного фольклора хамниган. Исследователи относят хамниганский язык к особой группе монгольских языков, для которых характерны крайне архаичные черты. Представители семьи Сухановых помнят и о своей родовой принадлежности к роду дулигат (namnaagid-duligaad). Род дулигат некоторыми исследователями отождествляется с нирун-монгольским племенем дуклат.

## Родословная
Согласно «Сокровенному сказанию монголов», родословная племён, в отношении которых Рашид ад-Дин применяет имя нирун, восходит к легендарному предку монголов Бортэ-Чино, который переплыл море Тенгис и поселился у берегов реки Онон, на горе Бурхан-Халдун. Под морем Тенгис, согласно ряду источников, подразумевалось озеро Байкал.
Родословная нирунов выглядит следующим образом:
- Борте-Чино, родившийся по изволению Вышнего Неба. Супругой его была Гоа-Марал, потомком их был Бата-Чиган.
- Сын Бата-Чигана — Тамача.
- Сын Тамачи — Хоричар-Мерген.
- Сын Хоричар-Мергана — Аучжам-Бороул.
- Сын Аучжам-Бороула — Сали-Хачау.
- Сын Сали-Хачау — Еке-Нидун.
- Сын Еке-Нидуна — Сим-Сочи.
- Сын Сим-Сочи — Харчу.
- Сын Харчу — Борчжигидай-Мерган — был женат на Монголчжин-гоа.
- Сын Борчжигидай-Мергана — Тороголчжин-Баян — был женат на Борохчин-гоа.
- Сыновья Тороголчжина: Дува-Сохор и Добун-Мерган.
- Добун-Мерган женился на Алан-гоа, дочери Хори-Туматского Хорилартай-Мергана. Матерью Алан-гоа была Баргучжин-гоа, дочь правителя баргутов Бархудай-Мергана.
- Войдя в дом к Добун-Мергану, Алан-гоа родила двух сыновей. То были Бугунотай и Бельгунотай.
- После смерти Добун-Мергана, Алан-гоа, будучи безмужней, родила трех сыновей. То были: Бугу-Хадаги, Бухату-Салчжи и Бодончар-простак. По легенде, Алан-гоа забеременела от луча света. Согласно другой версии, их настоящим отцом был Маалих, Баяудаец[9].